# Медаль «За заслуги в увековечении памяти погибших защитников Отечества»
Меда́ль «За заслу́ги в увекове́чении па́мяти поги́бших защи́тников Оте́чества» — ведомственная медаль Министерства обороны Российской Федерации, учреждённая приказом Министра обороны Российской Федерации № 505 от 4 декабря 2007 года.

## Правила награждения
Согласно Положению медалью «За заслуги в увековечении памяти погибших защитников Отечества» награждаются военнослужащие и лица гражданского персонала Вооружённых Сил за большой личный вклад в увековечение памяти погибших защитников Отечества, установление имён погибших и судеб пропавших без вести военнослужащих, проявившие при этом высокие моральные и деловые качества, усердие и разумную инициативу, а также другие граждане Российской Федерации и иностранные граждане, оказывающие содействие в решении задач по увековечению памяти погибших защитников Отечества.
Награждение медалью производится приказом Министра обороны Российской Федерации. Повторное награждение медалью не производится.

## Описание медали
Медаль изготавливается из металла золотистого цвета и имеет форму круга диаметром 32 мм с выпуклым бортиком с обеих сторон. На лицевой стороне медали: в центре — рельефное изображение памятника защитникам Отечества, установленного на Поклонной горе; под изображением памятника — рельефная надпись в две строки «ПОМНИМ ВСЕХ ПОИМЕННО». На оборотной стороне медали: в центре — рельефная надпись в пять строк «ЗА ЗАСЛУГИ В УВЕКОВЕЧЕНИИ ПАМЯТИ ПОГИБШИХ ЗАЩИТНИКОВ ОТЕЧЕСТВА»; по кругу — рельефная надпись в верхней части — «МИНИСТЕРСТВО ОБОРОНЫ», в нижней — «РОССИЙСКОЙ ФЕДЕРАЦИИ».
Медаль при помощи ушка и кольца соединяется с пятиугольной колодкой, обтянутой шёлковой муаровой лентой шириной 24 мм. С правого края ленты — оранжевая полоса шириной 10 мм окаймлена чёрной полосой шириной 2 мм, левее — чёрная полоса шириной 12 мм, посередине которой — красная полоса шириной 2 мм.

## Награждения
Первое награждение медалью осуществлено в 2008 году. Министр обороны Российской Федерации А. Э. Сердюков наградил медалью 32 человека, среди которых военные, дипломаты, депутаты, чиновники и другие лица, внёсшие большой личный вклад в увековечение памяти погибших защитников Отечества, установление имен погибших и судеб пропавших без вести военнослужащих, и проявившие при этом высокие моральные и деловые качества, усердие и разумную инициативу.
В 2018 году наградили группу офицеров ВВО за участие в захоронении летчика-челюскинца Светогорова А. П..
15 апреля 2021 года министр обороны РФ Сергей Шойгу подписал очередной приказ, в котором было указано 12 имён, в том числе старооскольца Анатолия Марченко.